# Socha svatého Jana Nepomuckého (Andělská Hora)
Socha svatého Jana Nepomuckého se nachází na náměstí města Andělská Hora v okrese Karlovy Vary v těsné blízkosti kostela Zjevení svatého Michaela archanděla.

## Historie
Sochu vytvořil neznámý autor již v roce 1767. Jedná se o pozdně barokní sochu, která dříve stávala nedaleko hřbitova při cestě na jihovýchod od obce Svatobor. Její osud připomínal příběh ostatních historických staveb v okolí, a to především po nuceném vysídlení německého obyvatelstva po druhé světové válce. Nepomohl jí ani vznik vojenského újezdu Hradiště a socha v tomto období chátrala. Její pohnutou historii v roce 1956 dokonal neopatrný traktorista, který ji povalil a tím pádem velmi vážně poškodil.
Až na začátku 21. století byla socha znovu objevena a Občanským sdružením Andělská Hora za pomoci uměleckého štukatéra Jana Pekaře zrestaurována. Umístěna byla ke kostelu Zjevení svatého Michaela archanděla na náměstí a slavnostního odhalení se v roce 2008 účastnili i hejtman Karlovarského kraje Josef Pavel nebo herec a moderátor Marek Eben.

## Popis
Jedná se o zhruba tři metry vysokou pískovcovou sochu (podstavec sochy má 1,25 metru). Zobrazuje světce jako kněze v rouchu, klerice, rochetě, almuci a s biretem na hlavě. U hlavy je umístěna pozlacená svatozář s hvězdami, v ruce pak socha drží kříž s plastikou ukřižovaného Ježíše Krista. Na podestě jsou pak znázorněni tři andělíčci.